# Kin-iro Mosaic
Kin-iro Mosaic (きんいろモザイク, Kin'iro Mozaiku), également connu sous l’abréviation Kinmoza (きんモザ), est un yonkoma manga écrit et dessiné par Yui Hara. Il est prépublié entre 19 avril 2010 et 19 mars 2020 dans le magazine Manga Time Kirara Max de l'éditeur Hōbunsha et cinq tomes sont publiés en novembre 2014. Une adaptation en anime produite par Studio Gokumi est diffusée entre juillet et septembre 2013, suivie par une seconde saison, intitulée Hello!! Kin-iro Mosaic (ハロー!! きんいろモザイク), entre avril et juin 2015.

## Synopsis
Shinobu Omiya est une lycéenne japonaise fan de la culture occidentale, il y a cinq ans de cela elle a visité l'Angleterre en restant chez l'habitant, où elle a rencontré une jeune fille de son âge nommée Alice Cartalet. Un jour Shinobu reçoit une lettre d'Alice qui lui annonce qu'elle va poursuivre ses études au Japon, en s'installant chez Shinobu. Alice s'intègre dans la petite bande d'amies de Shinobu, constituée des inséparables Aya et Yoko. Mais c'était sans compter la venue de Karen, une métisse anglo-japonaise et amie d'enfance d'Alice, qui frustrée d'être laissée pour compte par son amie débarque elle aussi au Japon.
C'est ainsi que débute un puissant choc culturel où se mêlent passion, adoration et fanatisme.

## Personnages
Shinobu Omiya (大宮 忍, Ōmiya Shinobu)
Voix japonaise : Asuka Nishi, voix française : Mélanie Dermont
Alice Cartalet (アリス・カータレット, Arisu Kātaretto)
Voix japonaise : Manami Tanaka, voix française : Diane Kristanek
Aya Komichi (小路 綾, Komichi Aya)
Voix japonaise : Risa Taneda, voix française : Geneviève Doang
Yoko Inokuma (猪熊 陽子, Inokuma Yōko)
Voix japonaise : Yumi Uchiyama, voix française : Philippa Roche
Karen Kujô (九条 カレン, Kujō Karen)
Voix japonaise : Nao Tōyama, voix française : Lucile Boulanger
Isami Omiya (大宮 勇, Ōmiya Isami)
Voix japonaise : Yukari Tamura
Sakura Karasuma (烏丸 さくら, Karasuma Sakura)
Voix japonaise : Satomi Satō
Akari Kuzehashi (久世橋 朱里, Kuzehashi Akari)
Voix japonaise : Saori Ōnishi
Honoka Matsubara (松原 穂乃花, Matsubara Honoka)
Voix japonaise : Ayaka Suwa
Kôta Inokuma (猪熊 空太, Inokuma Kōta) et Mitsuki Inokuma (猪熊 美月, Inokuma Mitsuki)
Voix japonaise : Megumi Han et Rie Murakawa

## Manga
La publication de Kin-iro Mosaic commence le numéro de juin 2010 et termine le numéro de mai 2020 dans le magazine Manga Time Kirara Max de l'éditeur Hōbunsha. Le premier volume relié est publié le 26 mars 2011, et onze tomes sont commercialisés au 27 avril 2020.

## Anime

### Kin-iro Mosaic
L'adaptation en anime est annoncée en décembre 2012 dans le magazine Manga Time Kirara Max. Celle-ci est produite au sein de Studio Gokumi avec une réalisation de Tensho et un scénario de Yuniko Ayana. Elle est diffusée initialement sur AT-X du 6 juillet au 21 septembre 2013. La série est diffusée en streaming par Crunchyroll à partir d'août 2015 dans les pays francophones.
| No | Titre français                           | Titre japonais                     | Titre japonais                         | Date de 1re diffusion |
| No | Titre français                           | Kanji                              | Rōmaji                                 | Date de 1re diffusion |
| -- | ---------------------------------------- | ---------------------------------- | -------------------------------------- | --------------------- |
| 01 | La fille du pays des merveilles          | ふしぎの国の                       | Fushigi no kuni no                     | 6 juillet 2013        |
| 02 | Même si je suis petite                   | ちっちゃくたって                   | Chitchakutatte                         | 13 juillet 2013       |
| 03 | Quel genre d’amis vais-je me faire ?     | どんなトモダチできるかな           | Donna tomodachi dekiru kana            | 20 juillet 2013       |
| 04 | Aya rougit sous la pluie                 | あめどきどきあや                   | Ame dokidoki Aya                       | 27 juillet 2013       |
| 05 | Jouons avec notre grande sœur            | おねえちゃんといっしょ             | Onee-chan to issho                     | 3 août 2013           |
| 06 | Alice d’or et Karen d’or                 | 金のアリス, 金のカレン             | Kin no Arisu, kin no Karen             | 10 août 2013          |
| 07 | Une Karen affamée                        | はらぺこカレン                     | Harapeko Karen                         | 17 août 2013          |
| 08 | Quel jour sommes-nous, aujourd’hui ?     | 今日はなんの日?                    | Kyou wa nanno hi?                      | 24 août 2013          |
| 09 | Qui est encore réveillée ?               | ねないこだれだ                     | Nenai ko dare da                       | 31 août 2013          |
| 10 | Les cinq fantastiques                    | すてきな五にんぐみ                 | Suteki na gonin-gumi                   | 7 septembre 2013      |
| 11 | Essaie de deviner à quel point je t’aime | どんなにきみがすきだかあててごらん | Donna ni kimi ga suki daka atete goran | 14 septembre 2013     |
| 12 | Des moments d’or                         | きんいろのとき                     | Kin'iro no toki                        | 21 septembre 2013     |

### Hello!! Kin-iro Mosaic

Logo de la seconde saison de l’adaptation animée.

Une seconde saison est annoncée en mars 2014,. Intitulée Hello!! Kin-iro Mosaic, elle est produite principalement par la même équipe que la première saison. Elle est diffusée initialement sur AT-X à partir du 5 avril 2015. Cette seconde saison est diffusée en simulcast sur Crunchyroll dans les pays francophones.
| No | Titre français                         | Titre japonais             | Titre japonais                | Date de 1re diffusion |
| No | Titre français                         | Kanji                      | Rōmaji                        | Date de 1re diffusion |
| -- | -------------------------------------- | -------------------------- | ----------------------------- | --------------------- |
| 01 | Le printemps est là                    | はるがきたっ               | Haru ga kita                  | 5 avril 2015          |
| 02 | Present For You                        | プレゼント・フォー・ユー   | Purezento fō yū               | 12 avril 2015         |
| 03 | Tu es si radieuse                      | あなたがとってもまぶしくて | Anata ga tottemo mabushikute  | 17 avril 2015         |
| 04 | Sourire, même sous la pluie            | 雨にもまけず               | Ame nimo Makezu               | 24 avril 2015         |
| 05 | Jouons avec notre grande sœur          | おねえちゃんとあそぼう     | Onee-chan to asobō            | 3 mai 2015            |
| 06 | Cette fille qui m'intrigue             | きになるあの子             | Kininaru ano ko               | 10 mai 2015           |
| 07 | My Dear Hero                           | マイ・ディア・ヒーロー     | Mai dia hīrō                  | 17 mai 2015           |
| 08 | Bientôt les vacances d’été             | もうすぐ夏休み             | Mō sugu natsuyasumi           | 24 mai 2015           |
| 09 | Une journée bien remplie               | とっておきの一日           | Totteoki no ichinichi         | 31 mai 2015           |
| 10 | Promesse sur la plage                  | 海べのやくそく             | Umibe no yakusoku             | 7 juin 2015           |
| 11 | Juste une longue nuit de plus          | ほんのすこしの長い夜       | Hon'no sukoshi no nagai yoru  | 14 juin 2015          |
| 12 | Parce que je vous aime par-dessus tout | なによりとびきり好きだから | Naniyori tobikiri suki dakara | 21 juin 2015          |